# José Antonio Suárez Londoño
José Antonio Suárez Londoño (Medellín, 1955) es un artista colombiano, dibujante y grabador. Su obra ha sido exhibida en importantes instituciones culturales a nivel nacional e internacional, y forma parte de colecciones de renombre, incluyendo el Museo de Arte Moderno de Nueva York y el Museo de Arte Moderno de Medellín.

## Biografía
Nacido en Medellín en 1955, Suárez Londoño inició estudios de biología en la Universidad de Antioquia, los cuales cursó entre 1974 y 1977. Posteriormente se trasladó a Suiza, donde entre 1978 y 1984 estudió en la Escuela Superior de Artes Visuales de Ginebra. Desde 1984 reside y trabaja en Medellín.

## Obra

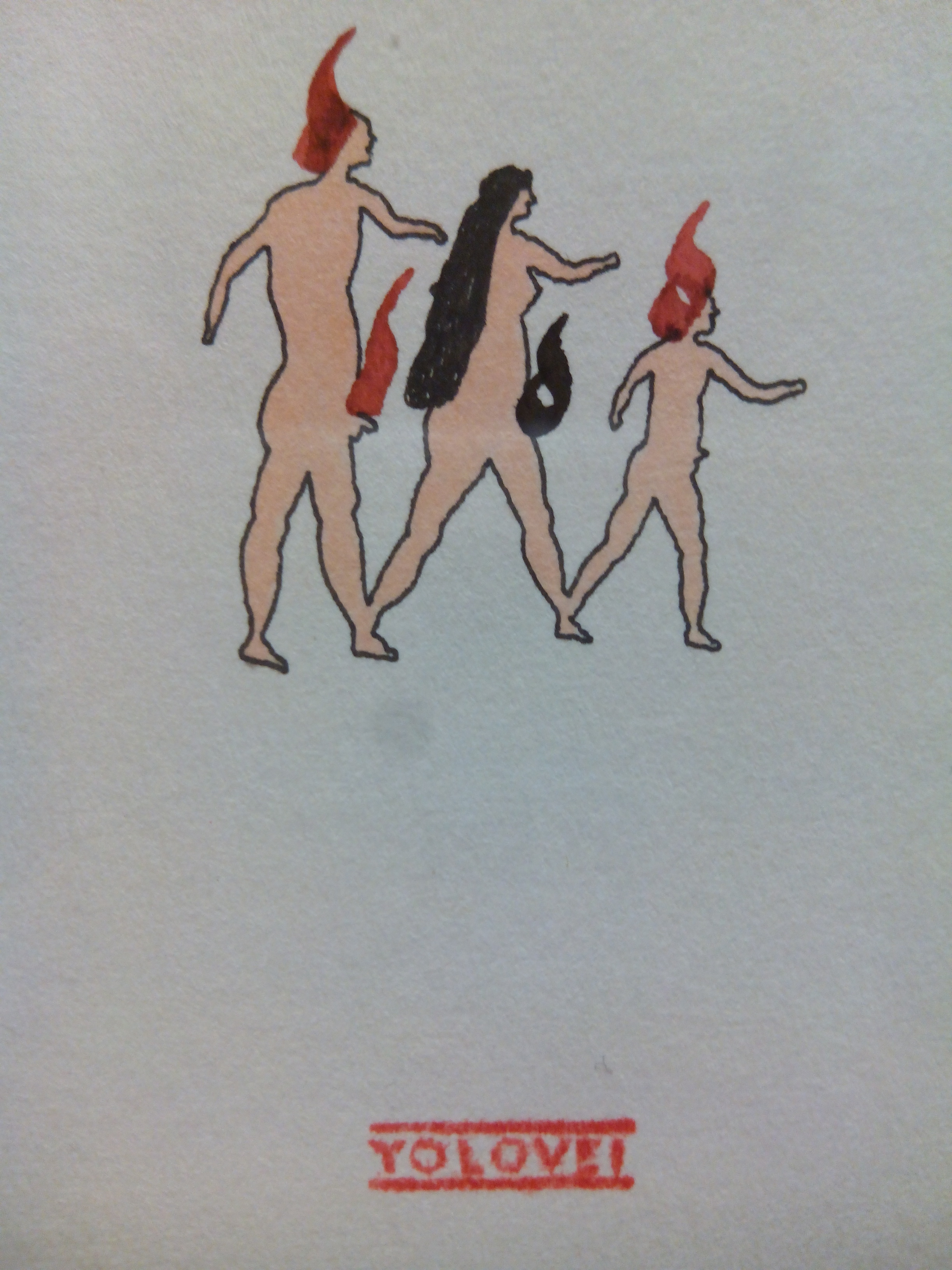
Serie 365 (1994).

La producción artística de Suárez Londoño se caracteriza por su enfoque en el dibujo y el grabado, utilizando formatos pequeños como cuadernos y hojas individuales. Su trabajo abarca una amplia variedad de temas, incluyendo retratos, plantas, figuras geométricas, paisajes, animales y objetos cotidianos. Esta diversidad refleja un conocimiento enciclopédico que el artista ha recopilado a lo largo de un proceso introspectivo de trabajo.
Su práctica combina oficio, perseverancia y vitalidad, creando una suerte de inventario del mundo y de diario íntimo al mismo tiempo. Su obra se distingue por la atención al detalle y su capacidad para transformar lo cotidiano en arte.

## Exposiciones destacadas
- 2011: Representó a Colombia en la Bienal de Venecia[3].
- Ha participado en exposiciones individuales y colectivas en el Museo de Arte Moderno de Medellín y el Museo de Arte Moderno de Nueva York (MoMA)[1].
- 2015: Exposición Muestrario en La Casa Encendida, Madrid.[5]
- 2015: Exposición en CAPC musée d’art contemporain de Bordeaux, Francia.[6]
- 2000: Participación en Museo Reina Sofía, Madrid, y en la XXIV Bienal de São Paulo, Brasil[6].
- 2012: Exposición en The Drawing Center, Nueva York[6].
- 2004: Participación en la Trienal de Grabado, San Juan, Puerto Rico[6].

## Reconocimientos y colecciones
La obra de Suárez Londoño ha sido objeto de estudios críticos en revistas especializadas y medios de comunicación. Forma parte de colecciones como las del Museo de Arte Moderno de Nueva York y el Museo de Arte Moderno de Medellín.